# Curing a Jealous Husband
Curing a Jealous Husband è un cortometraggio muto del 1909. Il nome del regista non viene riportato nei credit del film.

## Trama
Per curare la dissennata gelosia di suo marito, una mogliettina - dietro consiglio di un'amica - piazza nell'armadio della camera da letto un manichino a grandezza naturale. Quando il marito lo scopre, lotta ferocemente con lui, finché il pupazzo non va a pezzi, rendendo talmente ridicolo il suo assalitore che l'uomo promette di guarire dalla sua ossessione.

## Produzione
Il film fu prodotto dalla Lubin Manufacturing Company.

## Distribuzione
Distribuito dalla Lubin Manufacturing Company, il film - un cortometraggio della lunghezza di 184 metri - uscì nelle sale cinematografiche statunitensi il 17 giugno 1909. Nelle proiezioni, veniva programmato con il sistema dello split reel, accorpato in un'unica bobina con un altro cortometraggio prodotto dalla Lubin, Flossie's New Peach-Basket Hat.